# Silberburg-Verlag
Der Silberburg-Verlag ist ein deutscher Verlag mit Sitz in Tübingen. Seit 2017 gehört er zum Verlagshaus GeraNova Bruckmann.

## Geschichte
Die Silberburg-Verlag GmbH wurde 1985 von Titus Häussermann im Stuttgarter Westen gegründet; der Name bezieht sich auf ein im 19. Jahrhundert dort auf einer Anhöhe in einem Landhaus von Lorenz Silber betriebenes und „Silberburg“ genanntes Lokal. Von 1992 bis 2017 hatte der Silberburg-Verlag seinen Sitz im alten Forsthaus von Tübingen-Bebenhausen. Eine Zweigstelle besteht in Karlsruhe. Verlegt werden Bücher, Tonträger, DVDs, Kalender sowie die Monatszeitschrift Schönes Schwaben. Jährlich erscheinen im Silberburg-Verlag etwa 70 neue Bücher und zahlreiche Neuauflagen. Er ist Mitglied der Regionalbuch AG sowie der IG Regionalia des Börsenvereins des Deutschen Buchhandels, als deren stellvertretender Sprecher Michael Kohler vom Silberburg-Verlag auftritt.
Zum 1. Juni 2009 übernahm Silberburg vom Bietigheimer Zwischenbuchhändler Umbreit den auf Familienausflugsführer spezialisierten Verlag Fleischhauer & Spohn, zum 1. Oktober 2009 ging das regionale Programm des Verlags Ernst Kaufmann aus Lahr an den Silberburg-Verlag über.
Die GeraNova Bruckmann Verlagshaus GmbH in München übernahm am 14. Juli 2017 rückwirkend zum 1. Januar 2017 die Silberburg-Verlag GmbH, Tübingen und Karlsruhe. Das inhaltliche Profil und die Firmensitze des Silberburg-Verlags wurden beibehalten; die bisherigen Verleger Titus Häussermann und Christel Werner sind zum Jahresende 2017 aus dem operativen Geschäft ausgeschieden. Über den Kaufpreis wurde Stillschweigen vereinbart.

## Verlagsprogramm
Der Verlag beschäftigt 16 Angestellte und sieht sich im Bereich der baden-württembergischen Themen als Marktführer. Die ersten sechs Bücher erschienen 1986.
Das Verlagsprogramm ist auf baden-württembergische Themen ausgerichtet. Dazu gehören etwa Romane und Erzählungen, auch historische Romane und regionale Krimis, Bildbände über Städte und Landschaften in Baden-Württemberg, Wander-, Radwander-, Ausflugs- und Freizeitführer, regionale Kochbücher, Biografien und Autobiografien, Fernsehbegleitbücher zu regionalen Themen, Bücher zur Landeskunde und Landesgeschichte sowie Werke in schwäbischer, fränkischer und alemannischer Mundart. Angegliedert ist ein kleiner Theaterverlag, der Stücke in Mundart oder mit Landesbezug zur Aufführung anbietet.
Ein großer wirtschaftlicher Erfolg ist der Titel Laugenweckle zum Frühstück von Elisabeth Kabatek, von dem innerhalb von zwei Jahren 100.000 Exemplare und eine Filmoption verkauft wurden; das Werk erschien außerdem als Fortsetzungsroman in der Südwest Presse und der Eßlinger Zeitung.

## Periodika
Im Silberburg-Verlag erscheint die Monatszeitschrift „Schönes Schwaben“, die im Mai 2016 ihren 30. Jahrgang abgeschlossen hat. Sie stellt Gegenden, Landkreise, Flüsse und Städte aus Baden-Württemberg und Bayerisch-Schwaben vor, porträtiert bekannte Schwaben, beschreibt Museen im Land, schildert traditionelle Bräuche, gibt Wandertipps, amüsiert mit einer schwäbisch gehaltenen Kolumne und bringt Reportagen aus dem Bereich der natur- und landeskundlichen Themen. Ein aktueller Teil weist auf regionale Besonderheiten wie Mundartveranstaltungen und Ausstellungen hin. – Mit dem Jahrgang 2018 wurde das Gebiet der Zeitschrift ausgeweitet auf Baden-Württemberg, seitdem heißt sie „Schöner Südwesten“.
Im Silberburg-Verlag werden auch Kalender verlegt: Dazu gehören der Lahrer Hinkende Bote, der ununterbrochen seit dem Jahr 1800 erscheint (seit 2011 im Silberburg-Verlag), sowie der Wandkalender Schönbuch-Impressionen.

## Autoren
Der Verlag veröffentlichte unter anderem Werke von Daniel Oliver Bachmann, Ernst Waldemar Bauer, dem Comedy-Autor Thomas Baumann, Martin Born, Patrick Brauns, Wolfgang Brenneisen, dem Wanderexperten Dieter Buck, Manfred Eichhorn, Irene Ferchl, Sissi Flegel, Sieglinde Frank, der Märchenforscherin Sigrid Früh, Ingrid Gamer-Wallert, Kurt Gebhardt, Hildegard Gerster-Schwenkel, Tatjana Geßler, Carlheinz Gräter, Michael Grandt, Marlies Grötzinger, dem Fotografen Manfred Grohe, Peter Grohmann, Karlheinz Groß, Rita Hampp, Gunter Haug, Manfred Hepperle, von der zur Weißen Rose zählenden Susanne Hirzel, Thomas Hoeth, Werner Holzwarth, dem Mundartautoren Harald Hurst, der Romanautorin Elisabeth Kabatek, Matthias Kehle, Norbert Klugmann, Heidi Knoblich, Rudi Kost, Kostas Koufogiorgos, Tina Krehan, Gudrun Maria Krickl, Volker Kugel, August Lämmle, Gerhard Launer, Johannes Lehmann, Manfred Mai, dem Mundartautor Bernd Merkle, Klaus Metzger, Rebecca Michéle, Corinna Müller, Karl Mündlein, Karl Napf, Doris Oswald, Ludwig Pfau, Reiner Plaumann, Sigrid Ramge, Gerrit-Richard Ranft, Egon Rieble, Uli Rothfuss, Hendrik Rupp, dem Karlsruher Fotografen Peter Sandbiller, dem Landeshistoriker Paul Sauer, Peter Schlack, dem Theatermacher Martin Schleker, dem Landeshistoriker Harald Schukraft, Jürgen Seibold, dem Landeskundler und Historiker Wilfried Setzler, dem Kabarettisten Christoph Sonntag, dem Geographen Arndt Spieth, Ulla Terlinden, Thaddäus Troll, Karl-Otto und Renate Völker, dem Kabarettisten und Musiker Wulf Wager, Winfried Wolf und Hatto Zeidler.